# Salinas de Garcí Mendoza (plaats)
Salinas de Garcí Mendoza is een plaats in het departement Oruro, Bolivia. Het is hoofdplaats van de gemeente Salinas de Garcí Mendoza, gelegen in de Ladislao Cabrera provincie.
In de gemeente Salinas de Garcí Mendoza spreekt 85,3 procent van de bevolking het Aymara.

## Bevolking
| Jaar | Populatie |
| ---- | --------- |
| 1992 | 405       |
| 2001 | 584       |
| 2012 | 593       |